# Эохайд мак Энгуса
Эохайд мак Энгуса (др.‑ирл. Eochaid mac Óengusa; умер в 525) — король Мунстера (490/492 (?)—525) из рода Эоганахтов.

## Биография
Эохайд был старшим из двадцати четырёх сыновей Энгуса мак Над Фройха, скончавшегося в 490 или 492 году. Согласно написанному в VII веке Тиреханом житию святого Патрика, Эохайд был крещён вместе с другими своими братьями лично этим «апостолом Ирландии».
На основании существующих исторических источников невозможно составить точно датированную цепь преемственности правителей Мунстера конца V — первой половины VI веков. Согласно «Laud Synchronisms», Эохайд унаследовал престол после смерти своего отца и правил 30 лет, он был современником верховного короля Ирландии Лугайда мак Лоэгайри и после него правителем Мунстера стал его сын Кримтанн Срем. Эти сведения относят начало правления Эохайда к периоду 490-х годов. Однако в «Лейнстерской книге», ирландской саге «История обнаружения Кашела» и некоторых средневековых списках мунстерских монархов преемником Энгуса названы другие его сыновья, Федлимид или Дуб Гилках. Предполагается, что «Laud Synchronisms» была написана сторонниками Глендамнахских Эоганахтов, родоначальниками которых считались потомки Эохайда, и, возможно, этим может быть объяснено, почему упоминания о Федлимиде и Дубе Гилкахе как королях Мунстера были исключены из этого источника.
По сведениям одного средневекового ирландского трактата, Эохайд мак Энгуса заключил со своими восемью младшими братьями договор, согласно которому, тот из них, кто пережил бы остальных, получил их владения. Он умер последним из участников договора, получил земли братьев и тем самым заложил основу будущего влияния Глендамнахских Эоганахтов. В «Анналах Инишфаллена» Эохайд называется одним из пяти правителей Мунстера, носивших титул верховного короля Ирландии.
Согласно средневековым ирландским генеалогиям, Эохайд мак Энгуса имел двух сыновей, родившихся в одну ночь: Кримтанна Срема, предка Глендамнахских Эоганахтов, и другого Кримтанна, матерью которого называется Деркко (или Деркоманат), родоначальника Айртирских Эоганахтов. Возможно, что сведения о существовании у Эохайда двух одноимённых сыновей стали следствием ошибки авторов генеалогий.
Эохайд мак Энгуса скончался в 525 году. Новым правителем всего Мунстера, по одним данным, стал его сын Кримтанн Срем, по другим — один из его братьев, Федлимид или Дуб Гилках.